# Altenmarkt an der Triesting
Altenmarkt an der Triesting – gmina targowa w Austrii, w kraju związkowym Dolna Austria, w powiecie Baden. Według Austriackiego Urzędu Statystycznego liczyła 2 170 mieszkańców (1 stycznia 2014).

## Współpraca
Miejscowość partnerska:
- Rötz, Niemcy